# آنتورپ (ناحیه)
آنتورپ (به لاتین: Antwerp) یک منطقهٔ مسکونی در بلژیک است که در آنتورپ واقع شده‌است. آنتورپ ۱۹۶٬۴۶۵ نفر جمعیت دارد.